# Cinema da Galiza
Considera-se cinema galego toda a produção audiovisual realizada na comunidade autónoma espanhola da Galiza ou produzida por empresas galegas.

## História

### Século XIX

#### Os primórdios do cinema
Durante o século XIX, existia toda uma tradição secular de circos itinerantes e companhias teatrais ambulantes que atraiam a atenção do público com os seus espectáculos de marionetas, sombras chinesas ou ainda através de inovadores aparelhos, como as lanternas mágicas, em toda a Galiza. Como tal, tentando superar os seus rivais e atrair a atenção do público, dois portugueses, cuja identidade permanece incerta, realizaram a primeira exibição de imagens em movimento, no território galego, na cidade da Corunha, numa sessão restrita a alguns jornalistas e altas figuras da autoridade local, realizada no Teatro-Circo Coruñés, a 2 de setembro de 1896, sendo utilizado um cinetógrafo de Thomas Edison e exibidos alguns filmes realizados por Robert William Paul. Um ano depois, a 17 de abril de 1897, o invento dos irmãos Lumière, o cinematógrafo, foi exibido em Pontevedra, sendo adquirido em Portugal por César Marques e Alexandre Pais de Azevedo, operador de câmara e actor respectivamente, ambos também de nacionalidade portuguesa, que exibiram obras como L'Arroseur arrosé e L'Arrivée d'un train en gare de La Ciotat, para além de também terem sido os responsáveis pela primeira exibição cinematográfica nas Astúrias.

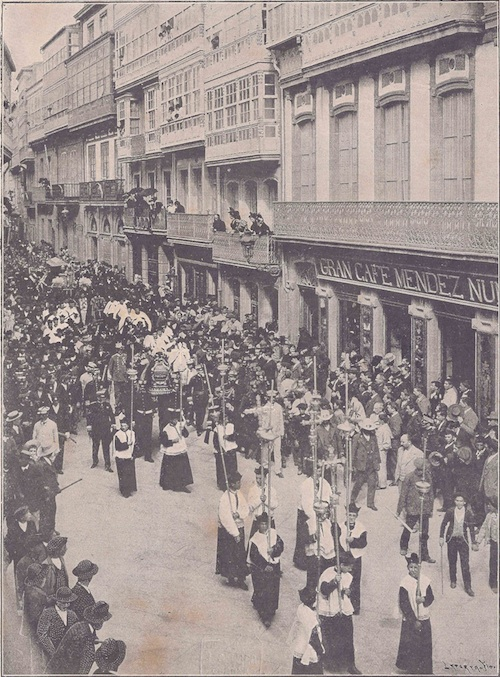
Fotograma do filme Entierro de Sánchez Bregua (1897) de José Sellier

Inspirado pelas projecções cinematográficas realizadas pelo duo português, em 1897, José Sellier, fotógrafo espanhol de ascendência francesa, tornou-se no primeiro operador de câmara galego, tendo comprado um cinematógrafo a César Marques e Alexandre Azevedo e exibido as suas obras no estúdio que possuía, situado na Rua de Santo André, na Corunha, seguindo-se pouco depois os operadores Matías Sánchez Hernández e Antonio Sanchís, que exibiram os seus filmes em várias feiras e salas improvisadas, ou ainda José Pradera, que anos mais tarde, já durante os primeiros anos do século XX, se destacou pelas suas obras documentais de temática local corunhesa.
Passando dos recintos improvisados para as salas de espectáculos, entre 1906 e 1908, foram adaptadas antigas salas de teatro e construídas outras novas, surgindo assim o Pavilhão New England de Vicente Auboín Barcón, em Ferrol, Pavilhão Pinacho de Isidro Pinacho, em Vigo, Pavilhão Lino de Lino Pérez Lastres, na Corunha, ou ainda o Salão Paris do empresário Eduardo Villardefrancos, também na Corunha, sendo esta última sala considerada a primeira estrutura permanente para a exibição cinematográfica na Galiza, permanecendo em funcionamento até 1999.

### Século XX

#### Anos 10 e 20: Cinema mudo

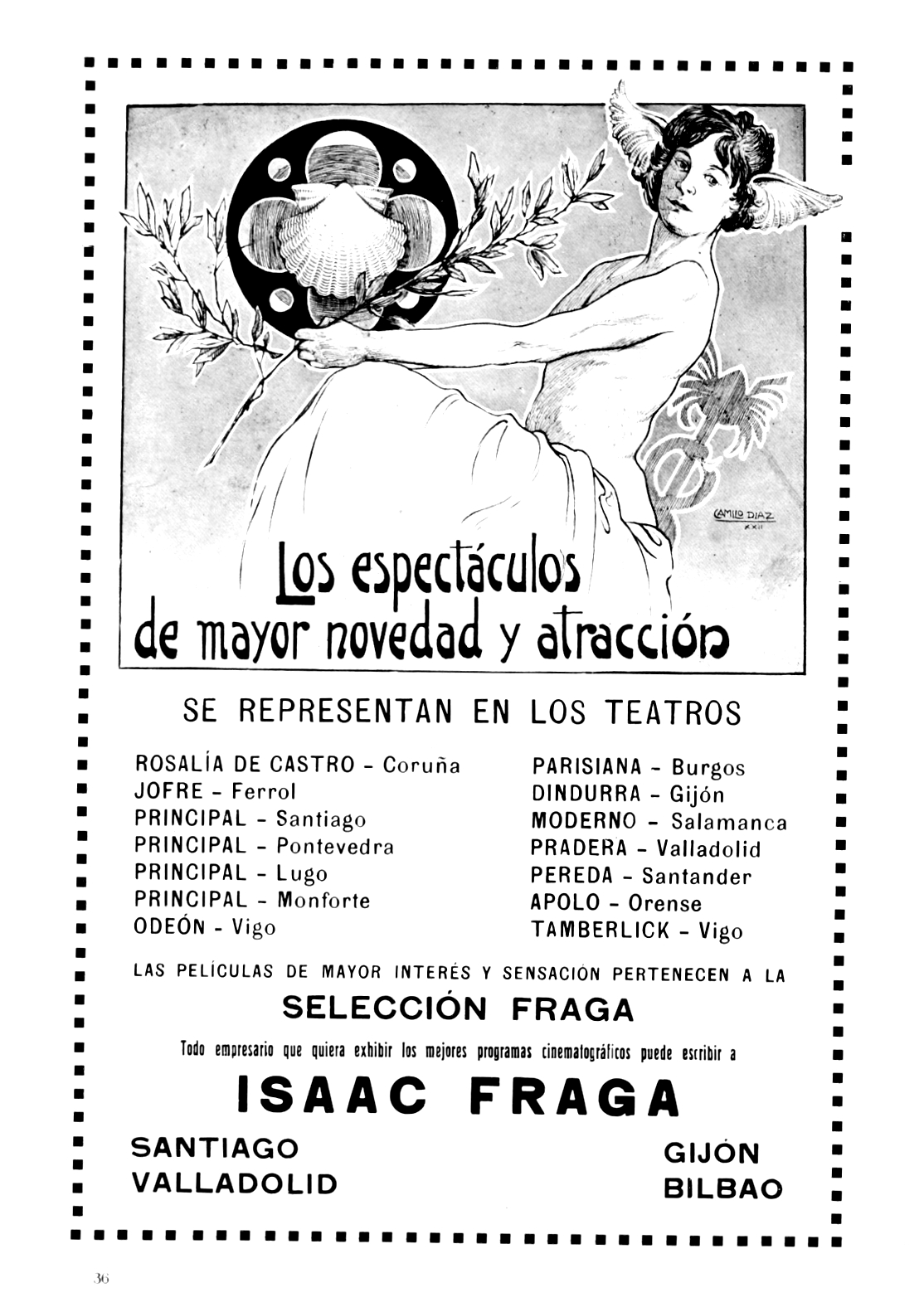
Panfleto publicitário dos espectáculos e filmes exibidos por Isaac Fraga (1922)

Durante as primeiras décadas do século XX, com a realização das primeiras longas-metragens e o sucesso das primeiras grandes produções europeias, como os filmes italianos Quo Vadis? (1913) e Cabiria (1914) ou a série francesa Les Vampires (1915), o empresário Isaac Fraga tornou-se num dos mais bem sucedidos produtores, distribuidores e exibidores cinematográficos da região ao gerir várias salas de espectáculos em Santiago de Compostela e Ferrol, assim como Antonio Méndez Laserna, que explorava várias salas de cinema em Madrid, Vigo, Ferrol, Santiago de Compostela e Gijón, tendo sido também um dos fundadores da produtora Celta Film (1922), juntamente com Antonio Rey Soto.
Durante essas mesmas décadas, apesar do eclodir da Primeira Guerra Mundial, na região da Galiza foram essencialmente realizados filmes de carácter documental, destacando-se as obras Botadura del acorazado «España» (1912) da autoria de Xosé Gil Gil, que posteriormente fundou a Galicia Cinegráfica (1922) e realizou o primeiro filme de ficção galego Miss Ledyia (1916), ou os filmes Pontevedra, cuna de Colón (1927) e Hacia una Galicia mejor (1933) de Enrique e Ramón Barreiro, autores da técnica cinecromo e proprietários da produtora Folk (1932), Un viaje por Galicia (1929) de Luis Rodríguez Alonso, Terra Meiga (1932) de Antonio Román, Mariñeiros (1935) de José Suárez e Galicia-Finisterre (1936) de Carlos Velo. 
Atraindo a atenção nacional e até mesmo internacional pelas suas paisagens e marcos históricos, várias produções de ficção foram realizadas na comunidade autónoma, tais como Maruxa (1923) de Henry Vorins, La Casa de la Troya (1925) de Alejandro Pérez Lugín e Manuel Noriega, Carmiña, flor de Galicia (1927) de Rino Lupo, Alalá, Los nietos de los celtas (1933) de Adolf Trotz, Hatred (Ódio, 1933) de Richard Harlan ou La tragedia de Xirobio (1930) de José Signo, fundador da produtora galega Vicus Films (1929).

#### Anos 30: Cinema Sonoro
Durante a década de 1930, o cinema sonoro estreou-se na Galiza, nomeadamente a 14 de março de 1930, em Vigo, com a projecção de The Singing Fool (1928) de Lloyd Bacon, com Al Jolson no papel principal. Apesar de anteriormente também terem tido lugar algumas exibições com som, através do sistema Hispano da produtora Forest Fono Film, devido a uma enorme dificuldade em adaptar as salas de espectáculos galegas ao sistema sonoro, em 1935 apenas metade das salas exibia filmes com som, apostando-se essencialmente na exibição de filmes norte-americanos. Pela mesma ocasião, criaram-se os primeiros cineclubes, impulsionados por associações e organizações culturais, como os Comités de Cooperação Intelectual, que projectavam várias obras cinematográficas em diversas cidades galegas que não tinham salas de cinema.

#### Guerra Civil Espanhola (1936 e 1939)

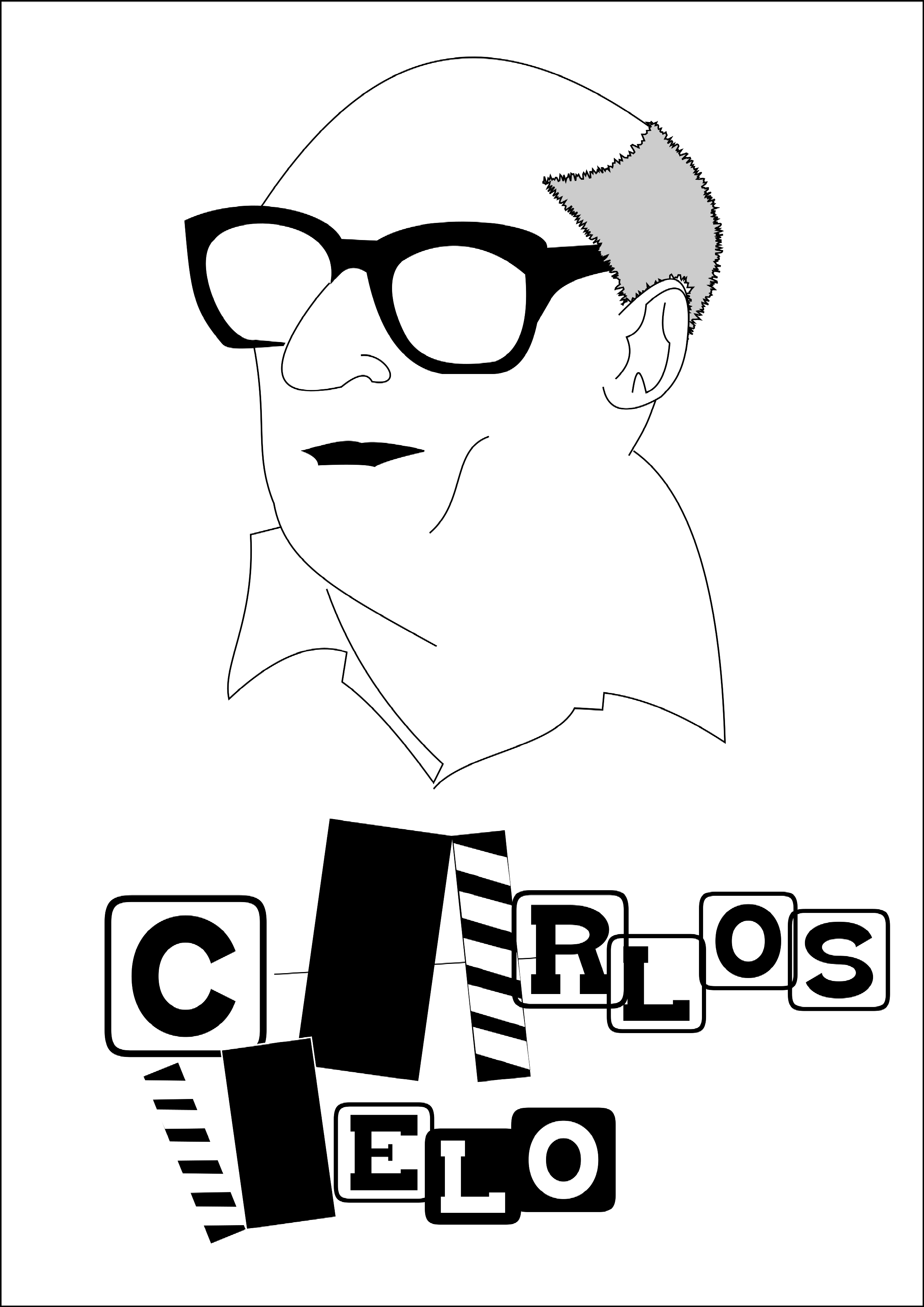
Carlos Velo (1909-1988), cineasta galego nomeado para o Óscar de Melhor Documentário de Longa Metragem pelo filme Torero! em 1956.

Com a ascensão do estado franquista e o despoletar da Guerra Civil Espanhola, apesar das salas de cinema terem permanecido em funcionamento, a aquisição de novos filmes tornou-se numa árdua missão em todo o país, encontrando-se como alternativa a emissão de filmes antigos ou apenas de produção nacional, tais como El bailarín y el trabajador (1936) de Luis Marquina e La hija de Juan Simón (1935) de José Luis Sáenz de Heredia, que posteriormente foram proibidos pela Junta de Censura Cinematográfica.
Após a guerra, as produtoras cinematográficas galegas foram extintas, sendo também implementada na região a lei que apenas permitia que se falasse o idioma castelhano. Proibida por Francisco Franco, ironicamente natural da Galiza, o galego, tal como o catalão e as outras línguas do país, passaram a ser punidas caso fosse faladas, ensinadas ou difundidas. Devido à opressão, muitos artistas e políticos galegos partiram para o exílio no estrangeiro, como os realizadores Manuel Mur Oti e Carlos Velo, autor de Cinco De Chocolate y Uno De Fresa (1967) e Torero! (1956), filme nomeado para o Óscar de Melhor Documentário, os actores Fernando Iglesias, conhecido como Tacholas, Maruxa Villanueva e María Casares, os dramaturgos Eduardo Blanco Amor e Manuel Daniel Varela Buxán, os pintores Arturo Souto, Luís Seone, Maruja Mallo e Eugenio Granell, ou ainda os escritores Indalecio Armesto, Rafael Dieste, Ramón de Valenzuela, Alfonso Rodríguez Castelao, Mariví Villaverde e Isaac Diaz Pardo, que se fixaram no México, França, Argentina, Chile, Uruguai, Venezuela e República Dominicana, entre outros países.

#### Espanha Franquista (1939-1975)
Apesar de constringida e sob a mira da censura, nas seguintes décadas a industria cinematográfica galega persistiu mesmo assim com as obras de Cesáreo González, Amando de Ossorio, autor de Malenka, la sobrina del vampiro (1968), entre muitas outras obras que o consagraram como mestre do cinema de terror fantástico, ou Adolfo e Ramón Torrado, sendo muitos poucos filmes espanhóis realizados na região, apenas existindo registo das obras Cotolay (1965) de José Antonio Nieves Conde, Acariño galaico (1964) de José Val del Omar ou El bosque del lobo (1971) de Pedro Olea.

#### Anos 70
Com a invenção dos gravadores de vídeo analógico portáteis, como a câmara Portapak da Sony, e o formato Super 8, sendo estes acessíveis ao público em geral, durante a década de 1970, o cinema galego teve um novo período de produção, apostando-se quase exclusivamente na realização de curtas-metragens. Realizados essencialmente no seio de pequenos grupos de cineastas amadores e profissionais, o primeiro grupo a ter reconhecimento nacional foi o grupo Lupa, criado em Santiago de Compostela por Euloxio R. Ruibal, Félix Casado e Roberto Vidal Bolaño, seguindo-se os grupos Imaxe e Club Amateur, que Enrique Rodríguez Baixeras integrou antes de fundar o grupo Enroba e ter realizado os filmes A morte do mariscal (1973), sobre a vida e morte de Pardo de Cela, ou O documento (1974), baseado num conto de Ánxel Fole e proibido por ter sido filmado inteiramente em galego. Outros autores independentes que se destacaram foram Eloy Lozano, autor de Retorno a Tagen Ata (1974), Antonio F. Simón, actor e realizador de Fendetestas (1975) e A Noiva de Medianoite (1997), Teo Manuel Abad, Xavier Iglesias e Miguel Gato, que realizou A tola (1974) e O Herdeiro (1976), filme produzido por Víctor Ruppén, uma das figuras mais emblemáticas desse período.
Com o abrandamento das políticas que restringiam a liberdade de expressão e a morte do ditador espanhol em 1975, pondo fim ao regime franquista, de forma a estimular a promoção cinematográfica, entre 1973 e 1978, por iniciativa de Luís Álvarez Pousa, Director Geral da Cultura em 1983, e José Paz Rodríguez, foram criadas as Xornadas de Cine de Ourense (Jornadas de Cinema de Ourense), o primeiro festival de cinema em toda a Galiza, seguindo-se o Festival de Cinema Amador de Vilagarcía (actual Festival do Imaxinario), Curtas Fest (Festival Internacional de Cinema e Banda Desenhada de Vilagarcía), ambos em 1973, ou as Xornadas de Cine e Vídeo de Galicia do Carballiño (Jornadas do Cinema e Vídeo da Galiza do Carvalinho) em 1984, dirigido por Miguel Anxo Fernández Fernández.
Gerando-se desde então um novo impulso cultural e revivalista da identidade galega, diversos projectos para a produção cinematográfica e a difusão da língua e cultura galega foram implementados através da NOS Cinematográfica Galega, o Patronato do Cinema Galego ou a empresa Rula Difusora Cultural Galega, entre muitas outras iniciativas.

#### Anos 80 e 90
Finalmente inseridos num regime democrático e num clima de intensa valorização cultural, durante a década de 1980 e 1990 realizaram-se as primeiras longas-metragens de produção inteiramente galegas, estreando-se o filme Malapata (1980) de Carlos Piñeiro, Sempre Xonxa (1989) e O Camiño das Estrelas (1993) de Chano Piñeiro, Urxa (1989) de Alfredo García Pinal e Carlos Piñeiro e Continental (1990) de Xavier Villaverde, que tiveram mais de setenta mil espectadores somente na comunidade autónoma da Galiza. No âmbito das curtas-metragens, continuou-se a apostar no trabalho de novos realizadores e actores, destacando-se as obras Mamasunción (1984) de Chano Piñeiro, Veneno Puro (1984) de Xavier Villaverde, A metade da vida (1994) de Raúl Veiga ou Mofa e Befa en Gran liquidación (1995) de Jorge Coira, com o duo cómico  Evaristo Calvo e Víctor Mosqueira no elenco principal. Com a normalização do comércio das cassetes de vídeo e a expansão dos clubes de vídeo, filmes como a comédia de terror A matanza caníbal dos garrulos lisérxicos (1993) de Antonio Blanco e Ricardo Llovo tornaram-se num dos maiores êxitos cinematográficos da Galiza da década.
Durante os anos 90 fundou-se ainda o Centro Galego de Artes da Imaxe (Centro Galego de Artes da Imagem), dirigido inicialmente por Pepe Coira, e a Escola de Imagem e Som, sob a tutela de Manuel González Álvarez, proporcionando-se um novo estímulo no campo da investigação da história do cinema da região e na divulgação de novos talentos locais através de vários programas de televisão sobre cinema, nomeadamente na Televisión de Galicia e no programa DeZine, dirigido por Eduardo Galán Blanco.

### Século XXI

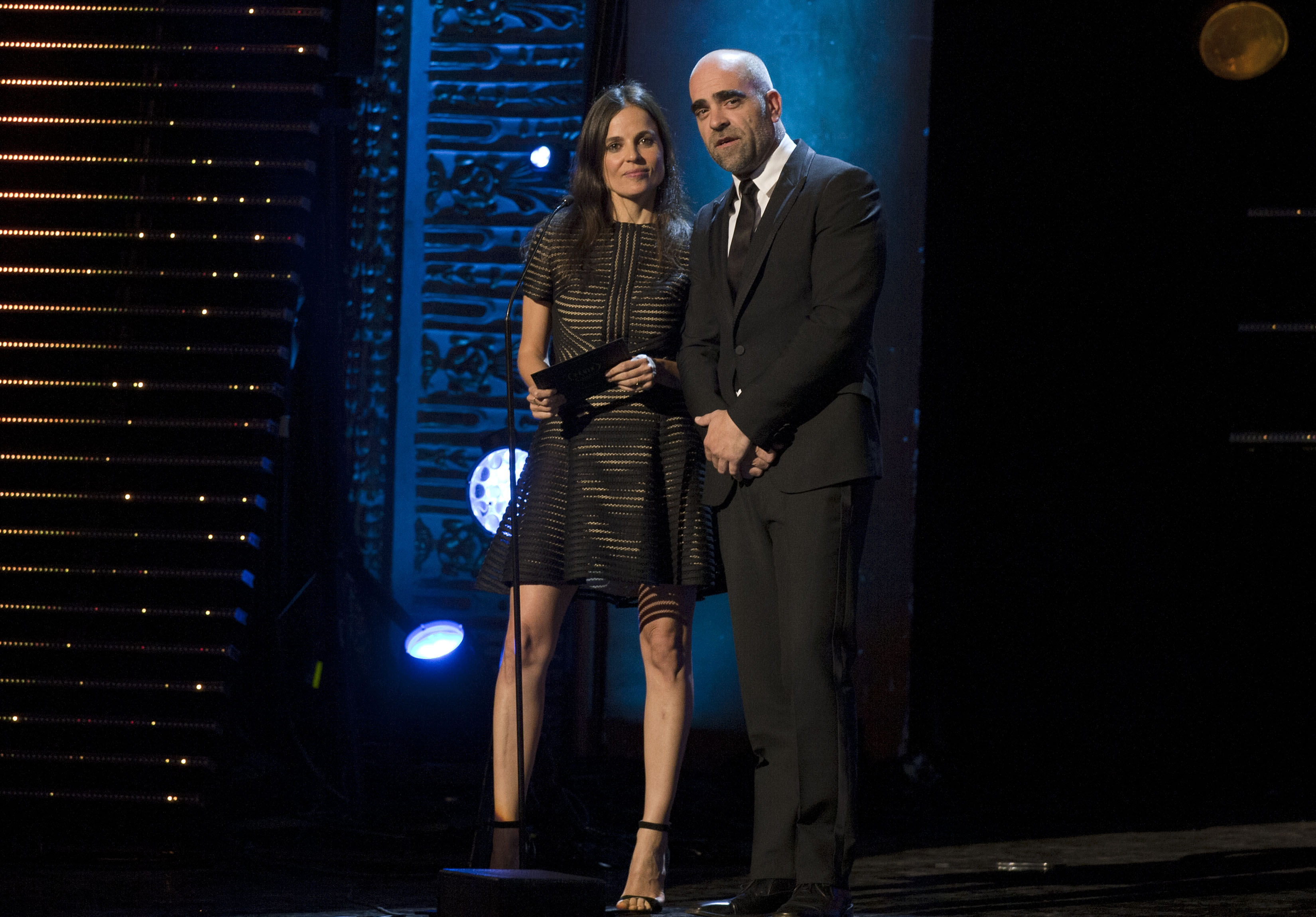
Actor galego Luis Tosar e Elena Anaya nos Prémios Fénix (Prémio Iberoamericano de Cinema)

Devido a uma maior exposição televisiva, durante o fim do século XX e o início do século XXI, destacaram-se os nomes dos actores galegos Tamar Novas, actor revelação dos Prémios Goya pelo filme Mar adentro (2004), Tacho González, Luís Tosar, Manuel Manquiña, Javier Gutiérrez, vencedor da categoria de melhor actor no Festival Internacional de Cinema de San Sebastián e nos Prémios Goya, Nerea Barros, actriz revelação dos Prémios Goya pelo filme La isla mínima (2014), Fran Lareu, Federico Pérez Rey, María Bouzas, Manuel Burque, actor revelação das Medalhas do Círculo de Escritores Cinematográficos pelo filme Requisitos para ser una persona normal (2015), Mónica Camaño, Cristina Castaño, Xúlio Abonjo, Christian Escuredo, reconhecido pela sua participação no filme português Assalto ao Santa María (2008), Santi Prego, Alfonso Agra, Chechu Salgado, reconhecido pelo seu papel na série Pátria (2020), Mario Casas, Nancho Novo ou ainda Eva Fernández, entre muitos outros.

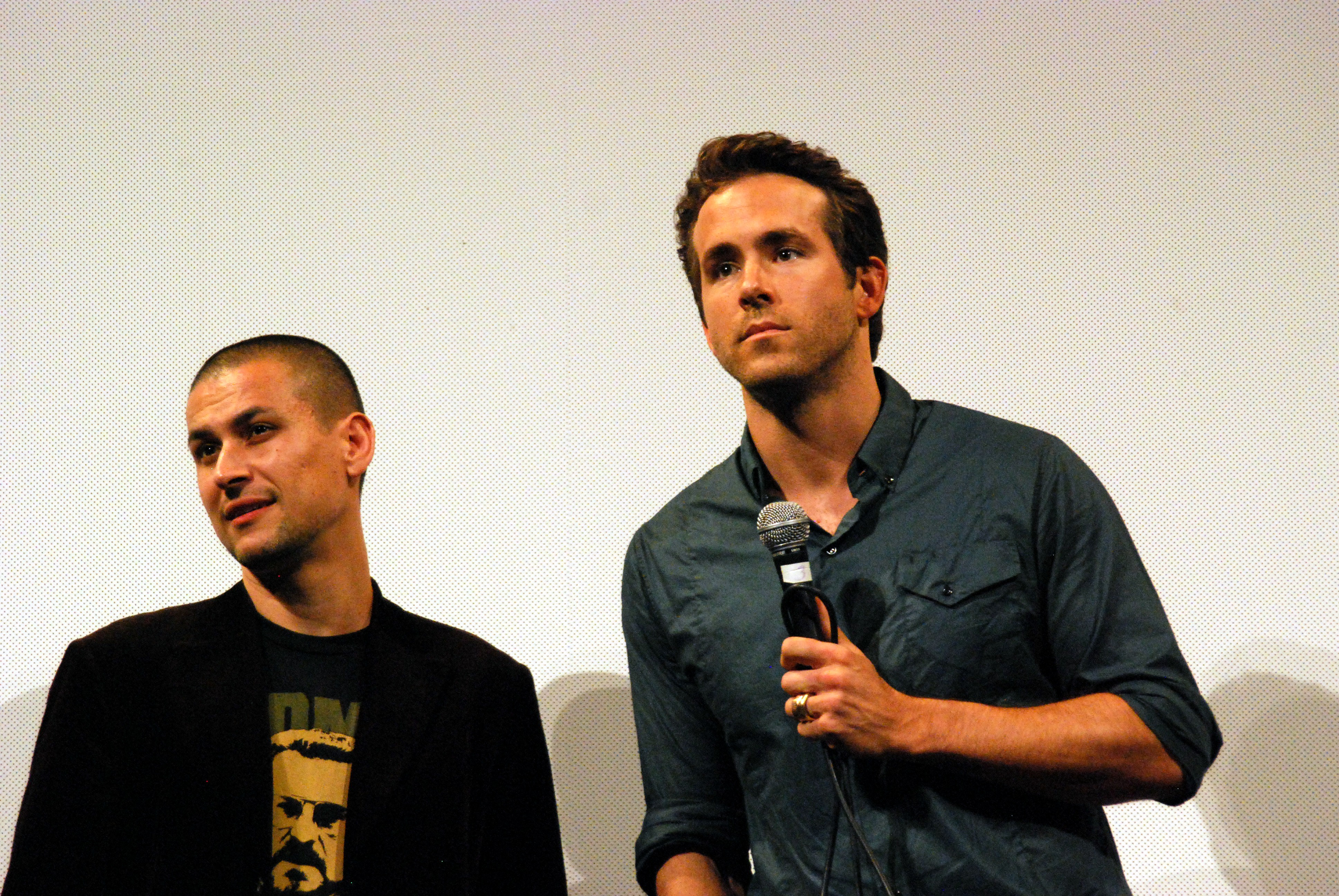
Realizador galego Rodrigo Cortés com o ator e produtor Ryan Reynolds

Simultaneamente, no ramo da realização, emergiram nomes como Ignacio Vilar, autor de A esmorga (2014) e Sicixia (2016), Roberto Castón, Rodrigo Cortés, autor de Buried (2010), Red Lights (2012) e Down a Dark Hall (2018), Juan del Río, Rubén Coca, Chema Montero, Juan Galiñanes, Gonzalo Caride, Alejandro Marzoa, autor de Your Lost Memories (2012) e Somos gente honrada (2013), Margarida Ledo, Alfonso Zarauza, Fran Estévez, Ángel de la Cruz, autor dos êxitos de animação El bosque animado, sentirás su magia (2001) e El sueño de una noche de San Juan (2005), Manuel Pena, Alexia Muiños ou Óliver Laxe, vencedor do Prémio FIPRESCI no Festival de Cannes pelo filme Todos vós sodes capitáns (2010) e do Grande Prémio da Semane Internacional da Crítica de Cannes pelo filme Mimosas (2016).
No ramo da produção, sobressaíram os nomes de Emma Lustres, Xosé Zapata, Fernanda del Nido e Chelo Loureiro, sendo a última especializada no cinema de animação.

## Estrutura empresarial
Atualmente a produção galega depende quase exclusivamente das subvenções criadas pela Junta de Galicia e a TVG, existindo somente duas associações empresariais que funcionam como lobbies para a obtenção de fundos públicos e privados: a Asociación Galega de Produtoras Independentes (AGAPI) e a Asociación de Empresas Galegas do Audiovisual (AEGA).
Para além das empresas de dobragem e de produção audiovisual, desde a viragem do século, o cinema galego tem apostado no cinema digital e de animação, tendo já obtido reconhecimento internacional com várias obras.

## Bilheteira
| Posição | Título                        | Realizador                            | Género                   | Ano  | Receita Bruta | Espectadores |
| ------- | ----------------------------- | ------------------------------------- | ------------------------ | ---- | ------------- | ------------ |
| 1       | O que arde                    | Óliver Laxe                           | drama                    | 2019 | 564.854,21 €  | 104.345      |
| 2       | Cuñados                       | Toño López                            | comédia                  | 2021 | 304.856,41 €  | 55.799       |
| 3       | A esmorga                     | Ignacio Vilar                         | drama                    | 2014 | 277.652,06 €  | 47.866       |
| 4       | Dias de voda                  | Juan Pinzás                           | drama                    | 2002 | 172.471,60 €  | 38.579       |
| 5       | Pradalongo                    | Ignacio Vilar                         | drama                    | 2008 | 153.745,30 €  | 33.463       |
| 6       | Engurras                      | Ignacio Ferreras                      | animação                 | 2011 | 153.521,32 €  | 30.411       |
| 7       | Vilamor                       | Ignacio Vilar                         | drama/romance            | 2012 | 145.595,90 €  | 42.459       |
| 8       | Sempre Xonxa                  | Chano Piñeiro                         | drama                    | 1989 | 138.638,32 €  | 62.203       |
| 9       | Era outra vez                 | Juan Pinzás                           | drama                    | 2000 | 104.234,28 €  | 27.007       |
| 10      | Sicixia                       | Ignacio Vilar                         | romance                  | 2016 | 68.507,12 €   | 12.258       |
| 11      | O Apóstolo                    | Fernando Cortizo                      | animação/fantasia        | 2012 | 62.162,88 €   | 10.038       |
| 12      | Crebinsky                     | Enrique Otero                         | comédia                  | 2011 | 48.198,90 €   | 7.825        |
| 13      | Ons                           | Alfonso Zarauza                       | drama                    | 2020 | 32.808,46 €   | 5.973        |
| 14      | Urxa                          | Carlos Piñeiro e Alfredo García Pinal | drama/fantasia           | 1989 | 26.514,02 €   | 18.899       |
| 15      | Dhogs                         | Andrés Goteira                        | drama/thriller           | 2017 | 25.791,40 €   | 4.727        |
| 16      | Longa noite                   | Eloy Enciso                           | drama histórico          | 2019 | 21.718,10 €   | 4.083        |
| 17      | Nación                        | Margarita Ledo Andión                 | documentário             | 2020 | 19.035,38 €   | 3.672        |
| 18      | Trinta lumes                  | Diana Toucedo                         | documentário             | 2017 | 17.264,59 €   | 3.387        |
| 19      | Lúa vermella                  | Lois Patiño                           | drama                    | 2020 | 15.447,08 €   | 2.923        |
| 20      | Costa da Morte                | Lois Patiño                           | documentário             | 2013 | 15.308,90 €   | 3.313        |
| 21      | Reboiras. Acción e corazón    | Alberte Mera                          | documentário             | 2020 | 14.494,10 €   | 2.572        |
| 22      | Eroski Paraíso                | Jorge Coira e Xesús Ron               | comédia                  | 2019 | 12.318,30 €   | 2.338        |
| 23      | Trote                         | Xacio Baño                            | drama                    | 2018 | 9.315,05 €    | 1.742        |
| 24      | Blanca Madison                | Carlos Amil                           | drama/thriller/film noir | 2000 | 7.994,80 €    | 1.855        |
| 25      | Arima                         | Jaione Camborda                       | drama                    | 2019 | 6.622,72 €    | 1.259        |
| 26      | Arraianos                     | Eloy Enciso                           | drama/documentário       | 2012 | 5.194,28 €    | 993          |
| 27      | Doentes                       | Gustavo Balza                         | drama                    | 2012 | 5.098,60 €    | 893          |
| 28      | A estación violenta           | Anxos Fazáns                          | drama                    | 2017 | 4.869,45 €    | 861          |
| 29      | O ouro do tempo               | Xavier Bermúdez                       | drama                    | 2013 | 4.549,30 €    | 910          |
| 30      | Tralas luces                  | Sandra Sánchez                        | documentário             | 2011 | 4.437,10 €    | 697          |
| 31      | A metade da vida              | Raúl Veiga                            | drama                    | 2011 | 4.176,43 €    | 1.583        |
| 32      | Sinbad                        | Antón Dobao                           | drama                    | 2011 | 1.632,70 €    | 840          |
| 33      | 9 Ondas                       | Simone Saibene                        | drama                    | 2013 | 1.334,30 €    | 302          |
| 34      | Tódalas mulleres que coñezo   | Xiana do Teixeiro                     | documentário             | 2018 | 1.100,00 €    | 424          |
| 35      | Encallados                    | Alfonso Zarauza                       | comédia                  | 2013 | 756,00 €      | -            |
| 36      | Eloxio da distância           | Felipe Vega e Julio Llamazares        | documentário             | 2007 | 503,47 €      | -            |
| 37      | O 5º evanxeo de Gaspar Hauser | Alberto Gracia                        | drama/comédia            | 2013 | 140,00 €      | -            |
| 38      | A casa da luz                 | Carlos Amil                           | drama/fantasia           | 2008 | -             | -            |